# Monser al Kassar
Pour les articles homonymes, voir Kassar.
Monser al Kassar est un trafiquant d'armes international. Français d'origine et libanais, il est aussi impliqué dans le trafic de stupéfiants. Il est arrêté à plusieurs reprises en Europe et condamné à des peines diverses pour trafic de haschich.

## Biographie
En 1986, Abu Abbas, le chef du FLP qui avait pris en otage le navire Achille Lauro, fuit l'Italie à bord d'un Learjet appartenant à Al-Kassar. 
Au milieu des années 80, Al Kassar est aussi impliqué dans l'Irangate, en tant qu'intermédiaire des Américains pour vendre des armes aux Contras.
Monser Al Kassar est condamné par contumace à Paris le 31 mars 1986 à huit ans de prison pour avoir créé une "organisation criminelle terroriste". Pourtant, la justice française "oublie" de lancer un mandat d'arrêt contre lui.
Début 1992, Al Kassar obtient en un temps record la nationalité argentine, alors que Carlos Menem est au pouvoir. Il entretenait alors une relation sentimentale avec Amira Yoma, la sœur de l'ex-épouse de Menem, Zulema. Il avait présenté en Argentine un passeport du Yémen du Sud, qu'il avait déjà présenté en 1983 à Malaga, ce qui lui avait valu une arrestation par Interpol, avant que cette dernière n'établisse la véracité du document. Un procès est alors intenté contre lui, mais il reçoit un non-lieu en 2005, les délits étant prescrits à la suite d'une loi récente. Al Kassar avait alors déclaré avoir été naturalisé grâce à l'intervention expresse de Menem. 
Le 3 juin 1992, Al Kassar est arrêté à l'aéroport Adolfo Suárez, de Madrid-Barajas, à Madrid, en compagnie du Chilien Yamal Bathich, un associé d'un des fils d'Augusto Pinochet. Il venait de Vienne à partir du même Learjet. Le magistrat Baltasar Garzon l'inculpe alors de délit de falsification de documents, trafic illégal de véhicules, port illégal d'armes et participations dans des actes de terrorisme international. Marco Antonio Pinochet nie alors toute relation avec Yamal Bathich, tout en abandonnant toute velléité de poursuites contre le quotidien argentin le Clarín, à la source de ces informations.
Il est soupçonné d'intelligence avec Jorge Antonio, dont le second n'était autre qu'Adolf Eichmann.
En juillet 2001, la justice suisse confisque 3,3 millions de dollars provenant d'un trafic illégal d'armes à destination de la Croatie et de la Bosnie-Herzégovine alors que ceux-ci étaient sous embargo, à la suite de la guerre en ex-Yougoslavie. Selon l'ex-ministre de l'économie argentin, Domingo Cavallo, Al Kassar a été l'intermédiaire du trafic d'armes à destination de la Croatie pour lequel Carlos Menem, ex-président argentin, a été inculpé. Augusto Pinochet a aussi été inculpé dans une affaire semblable, impliquant le colonel Gerardo Huber.
En 2006, la famille d'Augusto Pinochet porte plainte pour dénonciation calomnieuse contre Manuel Contreras, l'ex-chef de la DINA. Dans le cadre de l'enquête sur l'assassinat du colonel Gerardo Huber, Manuel Contreras avait accusé Augusto et Marco-Antonio Pinochet, son fils, d'avoir mis en place un réseau de fabrication de cocaïne noire (impossible à détecter à l'odeur), envoyée aux États-Unis et en Europe où Monser al-Kassar se chargeait de la vendre, les profits étant déposés sur les comptes bancaires d'Augusto Pinochet à l'étranger,,.  
En février 2007, la DEA organise une rencontre entre al-Kassar et deux guatémaltèques informateurs se présentent comme insurgés des FARC qui veulent acheter des armes pour les utiliser contre les forces militaires américaines. Les informateurs portaient des caméras cachées sur eux, qui ont enregistré al-Kassar acceptant les termes de l'accord de vente d'armes, incluent: 8000 fusils d'assaut, 120 lance-grenades, 2 millions de cartouches de munitions et entre autres des missiles sol-air pour un total de 7 millions de dollars. 
Les informateurs, à la demande de la DEA, ont ensuite tenté d'attirer al-Kassar en Roumanie, apparemment dans le but de récupérer son paiement pour la vente, où il pourrait être facilement arrêté par des agents américains et donc être extradé plus facilement aux États-Unis ; mais al-Kassar a refusé. Ils l' ont convaincu à la place de le rencontrer à Madrid. 
En juin 2007, la police nationale espagnole  l’arrête à  l'aéroport Barajas. Il a été accusé de complot en vue de tuer des Américains, en fournissant des terroristes, l'obtention de missiles anti-aériens et blanchiment d'argent .
Le 13 juin, 2008, al-Kassar a été extradé aux États-Unis pour le procès ; il est arrivé à New York le lendemain.  
Le 20 novembre 2008, il a été déclaré coupable devant un tribunal fédéral de cinq chefs d'accusation, dont le blanchiment d'argent et de complot en vue de vendre des armes aux FARC, il purge une peine de 30 ans dans une prison de Caroline du Sud[réf. nécessaire]. 